# Tirsted Sogn
Tirsted Sogn 
ist eine Kirchspielsgemeinde (dän.: Sogn)
auf der Insel Lolland im südlichen Dänemark.
Bis 1970 gehörte sie zur Harde Fuglse Herred im damaligen Maribo Amt, danach zur Rødby Kommune im Storstrøms Amt, die im Zuge der  Kommunalreform zum 1. Januar 2007 in der Lolland Kommune in der Region Sjælland aufgegangen ist.
Im Kirchspiel leben 394 Einwohner (Stand: 1. Januar 2023).
Im Kirchspiel liegt die Kirche „Tirsted Kirke“.
Nachbargemeinden sind im Norden Skørringe Sogn, im Osten Nebbelunde Sogn, im Süden Rødby Sogn, im Westen Gloslunde Sogn und im Nordwesten Vejleby Sogn. Eine kleine Exklave des Tirsted Sogn befindet sich im nördlich angrenzenden Skørringe Sogn.